# St. Wolfgang (Sankt Wolfgang)

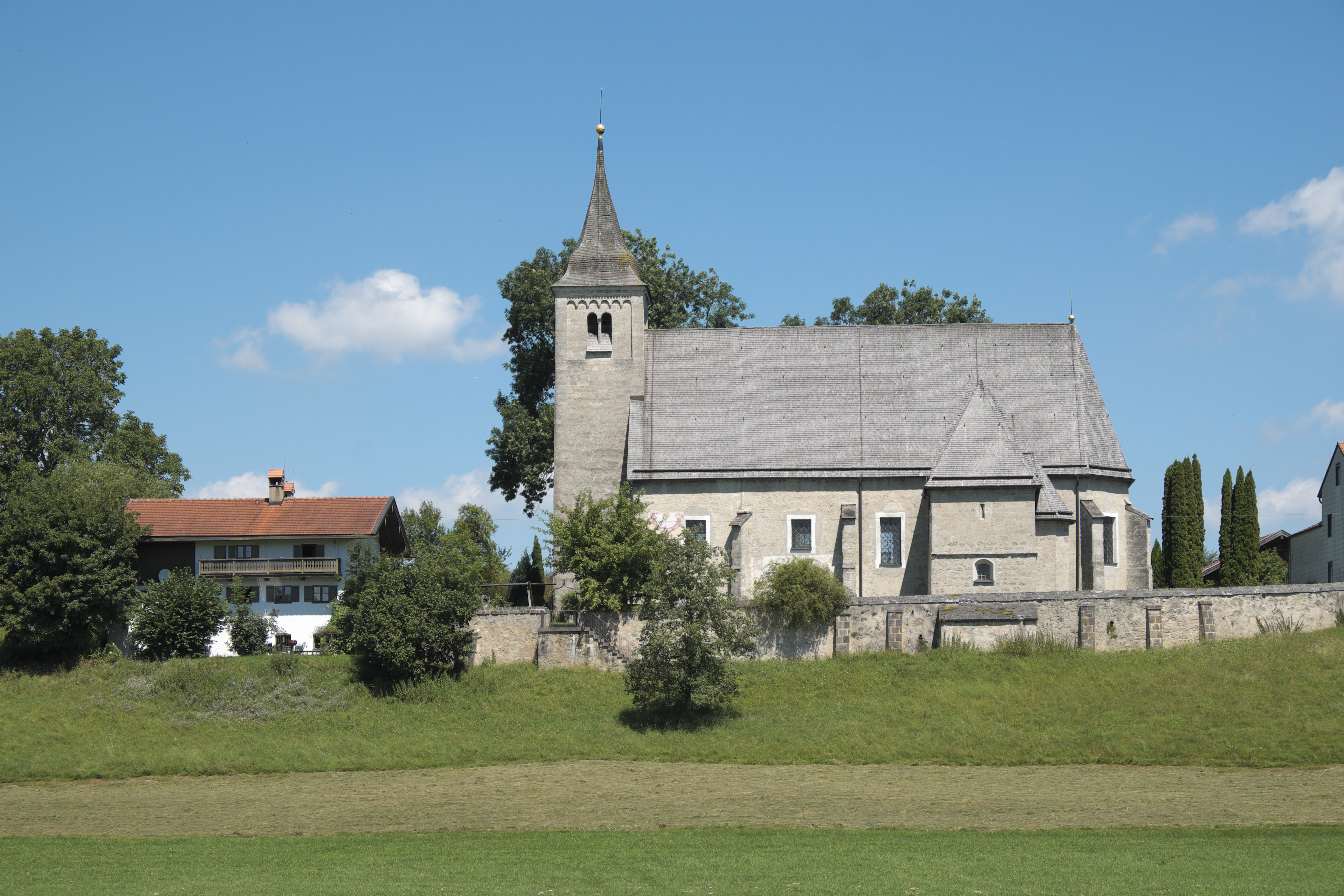
St. Wolfgang in Sankt Wolfgang

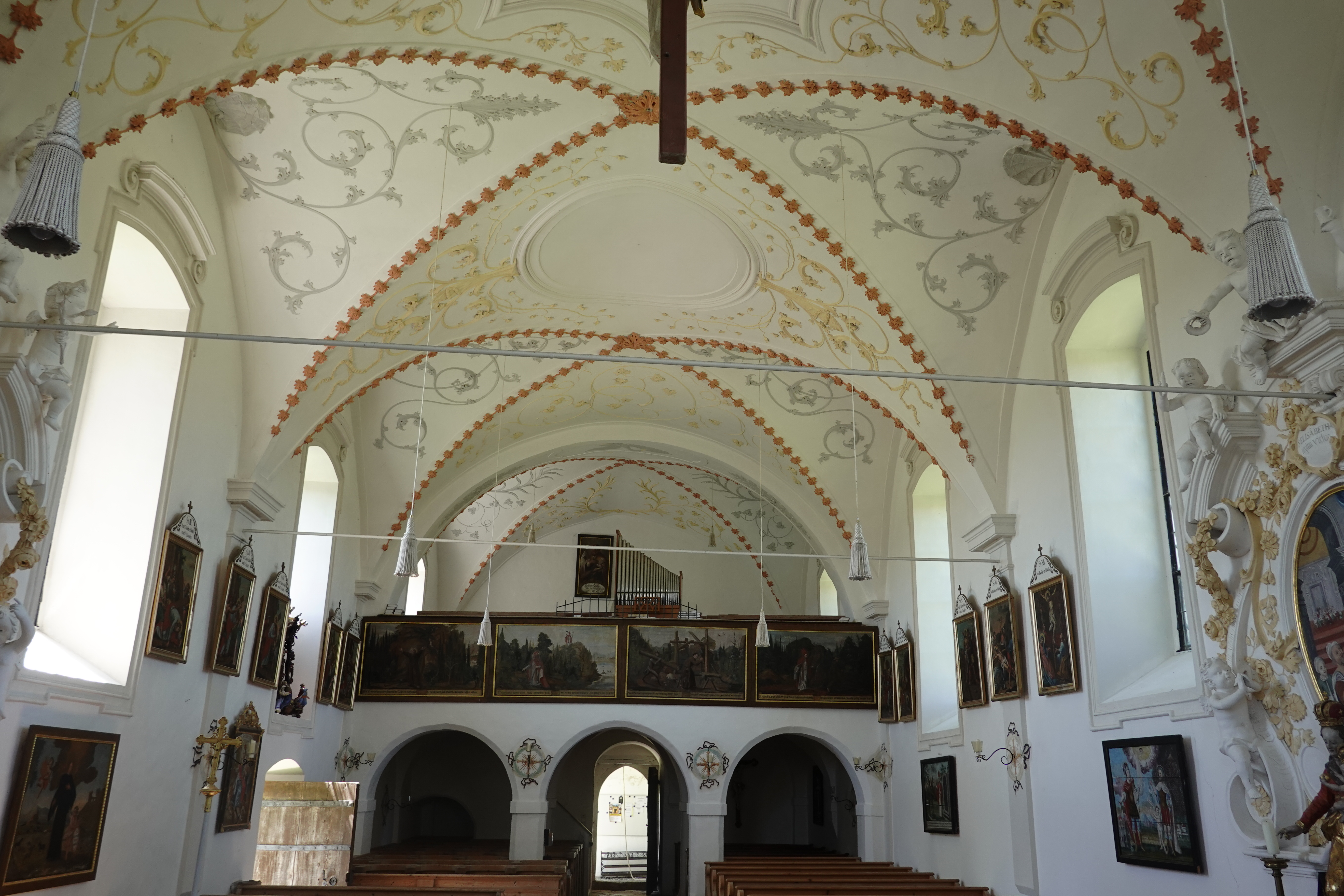
Innenraum

Die römisch-katholische Filialkirche und Wallfahrtskirche St. Wolfgang steht in Sankt Wolfgang, einem Gemeindeteil von Altenmarkt an der Alz im oberbayerischen Landkreis Traunstein. Sie ist in der Liste der Baudenkmäler in Altenmarkt an der Alz als Baudenkmal unter der Nr. D-1-89-111-55 eingetragen. Die Kirche gehört zum Dekanat Traunstein im Erzbistum München und Freising.

## Beschreibung
Die im späten 14. Jahrhundert gebaute gotische Saalkirche mit von Strebepfeilern gestützten Wänden aus Quadermauerwerk besteht aus dem Langhaus, dem Chor mit Fünfachtelschluss im Osten, der Sakristei mit einem Oratorium im Obergeschoss an der Südwand des Chors und dem vom Ende des 13. Jahrhunderts stammenden Kirchturm im Westen. Das oberste Geschoss des von einem glockenartigen, mit Schindeln gedeckten Helm abgeschlossenen Turms enthält hinter den als Biforien gestalteten Klangarkaden den Glockenstuhl. 
Der Innenraum ist mit einem Kreuzrippengewölbe überspannt, dessen Gewölberippen im Zuge der Barockisierung 1720 abgeschlagen wurden. Der Hochaltar aus der zweiten Hälfte des 17. Jahrhunderts wird von den Skulpturen des Rupert von Salzburg und des Erasmus von Antiochia flankiert. Auf dem Altarretabel ist Wolfgang von Regensburg dargestellt. Auf der Brüstung der Empore sind vier Bilder in Ölmalerei angebracht, auf denen seine Vita beschrieben wird.